# Magda Cârneci
Magda Cârneci (n. 28 decembrie 1955, Gârleni, județul Bacău) este o poetă, critic de artă și publicistă română.  A utilizat și pseudonimul Magdalena Ghica, până în anul 1989.
Poet, eseist, critic și teoretician de artă român, Magda Cârneci este fiica lui Radu Cârneci, poet, publicist și traducător, și a Emiliei Cârneci (născută Romaniuc), inginer silvic. În perioada 1962-1970 a urmat Școala generală la Bacău. Învățământul liceal l-a început la Bacău (primii doi ani, 1970-1972) la Liceul „Vasile Alecsandri” și l-a continuat la „N. Tonitza” din București (1972-1974). A absolvit Facultatea de Istoria și Teoria Artei a Institutului de Arte Plastice „N. Grigorescu" din București, secția de istoria și teoria artei, în 1978. A urmat o specializare postuniversitară la Institutul de Istoria Artei în perioada 1978-1979 și niște studii aprofundate finalizate cu Diplôme d’Etudes Approfondies la Ecole des Hautes Etudes en Sciences Sociales, Paris, în perioada 1990-1991. În perioada 1991-1997 a făcut studii doctorale în istoria artei, tot la Ecole des Hautes Etudes en Sciences Sociales din Paris, finalizate cu teza „cu teza Discours du pouvoir –discours de l’image: l’art roumain pendant le régime comuniste”. A obținut de asemenea numeroase burse de cercetare pre și postdoctorale în străinătate. În epoca studenției a frecventat cenaclurile literale Amfiteatru și Cenaclul de luni din București, condus de criticul Nicolae Manolescu. În perioada 1979-1981 a lucrat ca muzeograf la Muzeul Național de Artă. A fost director al departamentului de arte vizuale din Ministerul Culturii în anul 1990. A activat ca cercetător științific (1981-1989;1993-2001) și director (1990-1992) la Institutul de Istoria Artei din București precum și ca președintă a boardului Centrului Internațional pentru Artă Contemporană (CIAC) din București. A fost și co-director al revistei de arte vizuale Artelier. Între 2001-2005 a fost lector invitat la Institut National des Langues et Civilisations Orientales (INALCO) din Paris. 
A obținut și câteva burse de studii: de doctorat, Paris (1990-1992); de creație a Uniunii Scriitorilor din Norvegia (1992); de cercetare în Statele Unite (1993; 1998), Franța, Paris (1994) și Cehia, Praga (1995); a Colegiului „Noua Europă”, București (1996) și bursă postdoctorală Fulbright, Statele Unite (1999-2000).
Între 2007-2010 a condus Institutul Cultural Român din Paris. În prezent este profesor asociat la Universitatea Națională de Artă din București, redactor cultural la Revista 22 și redactor-șef al revistei de arte vizuale ARTA din București.
Debutul poetic are loc în 1978 în revista România literară, sub pseudonimul "Magdalena Ghica", pe care îl va folosi până în 1989. Debutul editorial se produce în 1980 cu volumul Hipermateria, apărut la Cartea Românească. A publicat numeroase grupaje de versuri în revistele literare din țară și în diferite reviste din străinătate.

## Volume de poeme
- O tăcere asurzitoare, Eminescu, 1985
- Haosmos, Cartea Românească, 1992
- Psaume, Autre Temps, Marseille, 1997 (în franceză)
- Poeme/ Poems, Paralela 45, 1989 (în română și engleză, traducerea fiind realizată împreună cu Adam J. Sorkin)
- Poeme politice, Axa, Botoșani, 2000
- Haosmos și alte poeme, antologie, editura Paralela 45, 2000
- Le paradis poétique, Transignum, Paris (carte bibliofilă cu Wanda Mihuleac)
- Chaosmos. Gedichten, în traducerea lui Jan Willem Bos, Amsterdam, Go-Bos Press, 2004 (în olandeză)
- Chaosmos. Poems, în traducerea lui Adam J.Sorkin, White Pine Press, Boston, 2006
- Trois saisons poetiques, PHI, Luxembourg, 2008
- Peau-ésie, carte bibliografică cu Wanda Mihuleac, Transignum, Paris, 2008
- Poeme TRANS, Tracus Art, București, 2012
- Viață, Cartea Românească, 2016
- Opera poetică, Cartea Românească, 2017
- Oh, meine Generation, Dionysos Boppard, Rheinland-Pfalz 2020, ISBN-13979-8642358887, Trans: Christian W. Schenk Germany
- Vremea poemului înalt, antologie, Cartier, Chișinău, 2022
- Insurecții / Incantații, antologie, editura Cartea Radio, 2023
- Vida / Viață, Visor editiones, Madrid, 2023, trans. Ioana Gruia
- Trans-neuronal (francais, english, german), carte bibliofilă cu Wanda Mihuleac, editions Transignum, Paris, 2023.

## Proză
- FEM, Cartea Românească, București, 2011
- FEM, roman, traduit par Florica Courriol, Paris, Non Lieu, 2018
- FEM, translated by Sean Cotter, USA, Deep Vellum, 2021
- Scurte scenarii inițiatice, Polirom, 2023/2024

## Prezențe în antologii
- Nuovi poeti romeni, de Marco Cugno și Marin Mincu, Firenze, Vallecchi Editore, 1986
- Incertitudes. Antologie de la poésie roumaine, de Dan Deșliu, Quebec, Humanitas Nouvelle Qptique, 1992
- Streiflicht: Eine Auswahl zeitgenossischer Rumänisher Lyrik, de Christian W. Schenk, ediție bilingvă româno-germană, Kastellaun: Dionysos Verlag, 1994; Vilenica 96
- Antologia di poesia mediteranea, de Marco Cugno, Milano, Marzorati, Emanuele Bettini editore, 1996
- Gefährliche Serpentinem. Rumänischer Lyric der Gegenwart, de Dieter Schlesak, Berlin, Edition Druckhaus, 1998
- Romania and Western Civilisation, de Kurt W. Treptow, Iași, The Center for Romanian Studies, 1998
- Day after Night. Twenty Romanian poets for the Twentieth‑First Century, de Gabriel Stănescu și Adam J. Sorkin, Norcross, Criterion Publishers, 1999 STRONG.
- 28 de poete din România: 28 poetek rumunskich, de Denisa Comănescu, București, Universal Dalsi, 1999.
- Poètes roumains contemporains, Irina Petraș éditrice, Montréal/București, Les Ecrits des forges/Editura didactică și pedagogică, 2000
- Speaking in Silence. Prose Poets of Contemporary Romania, Adam J.Sorkin and Bogdan Stefanescu editors, Bucharest: Paralela 45, 2001.
- Poetry is a Woman (11 Woman Poets from Romania), translation into Greek by Sandra Michalaki and Anna Sotrini, Alpha publishing house, Athens, 2006
- Born in Utopia/ Născut în Utopia. An Anthology of Modern and Contemporary Romanian Poetry, edited by Carmen Firan and Paul Doru Mugur with Edward Foster, Talisman House Publishers, New Jersey, 2006
- Poésies de langue française. 144 poètes d’aujourd’hui autour du monde. Anthologie établie par Stephane Bataillon, Bruno Doucey et Sylvestre Clancier, Paris, Seghers, 2008
- Romanian Writers on Writing, Norman Manea editor, Trinity University Press, San Antonio, Texas, 2011
- Pieta: Eine Auswahl rumänischer Lyrik, Dionysos,  Übersetzung: Christian W. Schenk, Boppard 2018, ISBN 978-1-977075-66-6.
- Anthology of the best Literature from 42 Countries, Lee Gil-Won editor, Korean PEN Center, Seoul, 2018
- ROSARIEN: Rumänische Gegenwartslyrik 2020, 444 Seiten, Dionysos Boppard 2020, trad. Christian W. Schenk, ISBN 979-8649287029;
- Schwebebrücken aus Papier. Anthologie rumänischer Lyrik der Gegenwart, herausgegeben von Hellmut Seiler, Noack Block edition, 2021.
- Semillas de Piedra. Poesía rumana contemporánea, traduccion por Gabriela Capraroiu, Mexico, Círculo de Poesía, 2021.

## Critică de artă

### Monografii
- Ion Țuculescu, Meridiane, 1985
- Lucian Grigorescu, Meridiane, l989

### Eseuri de artă
- Arta anilor’80. Texte despre postmodernism, Litera, 1996
- Art of the 1980s in Eastern Europe. Texts on Postmodernism, Paralela 45, 1999, un studiu care analizează fenomenul postmodernismului românesc reflectat în artele plastice.
- Artele plastice în România 1945-1989, Meridiane, București, 2000
- Poetrix. Texte despre poezie, Paralela 45, 2002
- Art et pouvoir en Roumanie 1945-1989, L’Harmattan, Paris, 2007
- Artele plastice în România 1945-1989. Cu o addenda 1990-2010, Polirom, București, 2013
- Visual Arts in Romania 1945-1989. With an Addendum 1990-2020, Editura ICR, Bucharest, 2022

### Volume colective
- Von der Bürokratie zur Telekratie, Berlin, Merve Verlag, 1990
- A Latvany és Gondolat, Editura Kriterion, București, 1991
- Bucharest in the 1920s-1940s: between Avant-Garde and Modernism, București, Simetria, 1994
- Competiția continuă.  Generația ‘80 în texte teoretice. O antologie de Gh. Crăciun, Pitești, Ed. Vlasie, 1994, ediția a doua, Paralela 45, 1999
- Momentulul adevărului. O antologie de Iordan Chimet, Cluj, Dacia, 1996
- Experimentul în arta românească după 1960/ Experiment in Romanian Arts since 1960, București, CSAC, 1997
- Culture of the Time of Transformation, Poznan, WIS Publishers, 1998.
- Encyclopedia of Eastern Europe. From the Congress of Vienna to the Fall of Communism, edited by Richard Frucht, Northwest Missouri State University, Garland Publishing, Inc., New York & London, 2000
- European Contemporary Art. The Art of the Balkan Countries, Thessalonica, State Museum of Contemporary Art, 2002
- Perspectives roumaines. Du post-communisme à l’intégration européenne, Catherine Durandin et Magda Carneci coordonnatrices, L’Harmattan, Paris, 2004
- European art criticism, Stuttgart, Badischer Kunstverein / AVAN network/Culture 2000, 2005 Influences françaises dans l’architecture et l’art de la Roumanie des XIXe et XXe siècles, Bucarest, Editura Institutului Cultural Român, 2006
- D’une édification l’autre. Socialisme et nation dans l’espace (post-) communiste, Marlène Laruelle et Catherine Servant coordonnatrices, PETRA Editions, Paris, 2008
- Anthologie poétique. 109 poètes femmes contemporaines, sélection d’Angèle Paoli, Terre des femmes, 2010, 2014 – « Culte postmoderne »,http://terresdefemmes.blogs.com/anthologie_potique/anthologie-po%C3%A9tique-terres-de-femmesprintemps-des-po%C3%A8tes-2010-couleur-femme-.html

- Divanul scriitoarei, Mihaela Ursa coordonator, Limes, Cluj-Napoca, 2010
- Romanian Cultural Resolution, Hatje Kantz, 2011
- Intellectuels de l’Est exilés en France, Wojciech Falkowski et Antoine Marès coordonnateurs, Paris, Institut d’études slaves, 2011
- Zidaru. Das Work von Marian & Victoria Zidaru, Klartext Verlag, Essen, 2011
- SAPTE/SIEBEN, vol III, KunstArt, Bochum, 2012
- Culture and Critique. European Cultural Discourse since 1945, Historisches Museum, Berlin, 2012
- Les identités plurielles. Première Rencontre Euromaghrébine d’Ecrivains, Laura Baeza coordinatrice, Ambassade de l’Union Européenne à Tunis, 2014
- Lignes de coeurs, 18 écrivains disent leur rapport à la poésie, sous la coordinnation de Guy Rouquet, Le Castor Astral/ L’atelier Imaginaire, Paris, 2016
- Le livre de l’autre. 30 écrivains racontent le rôle de l’autre dans la naissance de leur œuvre, Guy Rouquet coord., L’Atelier Imaginaire / Le Castor Astral, 2019
- Pour toutes, la même langue, Parlement des écrivaines francophones, Regain de lecture, 2023.

## Traduceri
- Christopher Merrill, Numai unghiile rămîn. Scene din războaiele balcanice 1992-1997, împreună cu Radu Sava,Paralela 45, 2002
- Catherine Durandin, București, amintiri și promenade, împreună cu Horia Mihail Vasilescu, Paralela 45, 2004
- Nicole Brossard, Installations/ Instalații, Paralela 45/ Les Ecrits des Forges, 2005
- Pierre Oster, Alchimia lentorii/ Alchimie de la lenteur, Paralela 45/Gallimard, 2007
- Helene Cixous, Râsul Medusei / Le rire de la Méduse, Tracus Arte, 2021
- Laurine Rousselet, Instantanee/ Instantanés, Charmides, 2021
- Jean-Pierre Simeon, Stabat Mater Furiosa, Charmides, 2023

## Afilieri
- Membră și președinte al PEN Club România (2011-2019)[8]
- membră fondatoare și președinte al Grupului pentru Dialog Social - GDS (2012-2019)
- Membră în diferite asociații internaționale de istoria artei și de critică de artă
- Membră a Uniunii Scriitorilor din România (din 1990) și membră fondatoare a Asociației Scriitorilor Profesioniști din România (ASPRO).
- Membră a Uniunii artiștilor Plastici din România (UAP)
- Membră a CIRET (Centre international de recherches et etudes transdisciplinaires), Paris

## Premii și Distincții
- Premiul revistei Ateneu (1986)[7]
- Premiul Uniunii Artiștilor Plastici din România (1997)[7]
- Ordinul național „Pentru Merit” în grad de Cavaler (1 decembrie 2000) „pentru realizări artistice remarcabile și pentru promovarea culturii, de Ziua Națională a României”[9]
- Legiunea de Onoare în grad de cavaler din partea Statului Francez, 2019.  https://ro.ambafrance.org/Magda-Carneci-distinsa-cu-Ordinul-Legiunea-de-onoare-in-grad-de-Cavaler